# Lo-Presti Árpád
Báró Lo-Presti Árpád (Mercyfalva, 1828 – Budapest, 1879. július 13.) földbirtokos, nemzetőr őrnagy, politikus.

## Életrajza
Spanyol származású nemesi családba született. Családja egy része a 14. században Szicíliába települt, ahonnét a spanyol örökösödési háborút követően egy részük 1739-ben Ausztriába volt kénytelen áttelepülni (mivel velük paktáltak le). Őket 1764-ben honosították Magyarországon is.
Árpád apja még spanyol anyanyelvű volt, de fiait már a magyar nyelv elsajátítására buzdította. Egy bátyja, Lajos és két húga érte meg a felnőttkort. Az 1848–49-es forradalom és szabadságharc során Árpád Görgei seregéhez csatlakozott, ahol az őrnagyi rangig jutott. Bátorságával kitűnt a többiek közül, mivel rendre a legveszélyesebb futári feladatokat látta el. A világosi fegyverletétel után külföldre menekült, ahonnét csak az általános amnesztia kihirdetése után tért vissza.
A Magyar Tudományos Akadémia székházának felépítésére, illetve tőkéjének növelésére indult adományozásban, mivel azt nem tudta behajtani bátyjától, akivel egész életükben pereskedtek a családi vagyonon (bátyja még a két húgukat is beperelte), Árpád 9 évre átengedte évi 5250 forintos életjáradékát (összesen 47 250 forintot) az Akadémiának, amivel a jellemzően pár száz, de legfeljebb ezerötszáz-kétezer forintos adományokhoz mérten messze a legnagyobb mértékben járult hozzá az ügyhöz. Az akadémia eztán rövid úton megnyerte a pert az ezt visszatartó Lajos ellen, és megszerezte a pénzt.
Árpád különc modorú ember volt, adót sohasem fizetett és mindent meg is tett, hogy ne is kelljen neki; így történhetett, hogy birtokait is hagyta inkább parlagon heverni. Ezeket Lajos végül sikerrel elperelte. Az 1861-es választásokon a temes vármegyei végvári központú választókerületben indult, amit meg is nyert. Bethlen Jozefint vette nőül.